# Filippo Lanza
Filippo Lanza (Zevio, 3 de março de 1991) é um jogador de voleibol italiano, medalhista olímpico, que atua na posição de ponteiro.

## Carreira

### Clubes
Lanza começou sua carreira nas categorias de base do Trentino Volley de 2004 a 2009. Depois transferiu-se para o Club Italia Aeronautica Militare Roma. Em 2011 foi novamente contratado pelo Diatec Trentino, para atuar pelo time profissional. Com o clube da cidade de Trento, o ponteiro atuou por 7 temporadas e conquistou 2 Campeonatos Italianos, 2 Copas Itália, 2 Supercopas Italianas e 1 Mundial de Clubes.
Em 2018 Lanza assinou contrato com o Sir Safety Conad Perugia, conquistando na sua temporada de estreia o título da Copa Itália de 2018–19. Em 2020 Lanza foi jogar pelo Vero Volley Monza, e após cair nas semifinais dos playoffs da SuperLega de 2020–21, o ponteiro terminou a temporada jogando pelo Chaumont Volley-Ball 52, onde conquistou o vice-campeonato da Ligue A Masculina de 2020–21 após perder para o AS Cannes Volley-Ball (2–1 na série melhor de 3).
Em novembro de 2021 o italiano assinou contrato com o Shanghai Golden Age para atuar no voleibol chinês, mas enquanto esperava o início da competição, firmou acordo com o Top Volley Latina para competir a SuperLega de 2021–22 em novembro de 2021. No mês seguinte o atleta italiano mudou-se para Xangai, porém permaneceu inativo durante todo o período de permanência na China devido aos contínuos adiamentos da data de início do Campeonato Chinês devido as limitações ligadas à pandemia de COVID-19 na China. No ano seguinte voltou ao continente europeu, mas precisamente à Polônia, onde disputou a PlusLiga de 2022–23 vestindo a camisa do PGE Skra Bełchatów.
Ao término da temporada, o ponteiro retorna ao seu país natal para defender as cores do Gioiella Prisma Taranto na temporada 2023–24.

### Seleção
Lanza fez sua estreia com a seleção adulta italiana na Liga Mundial de 2012, onde terminou na 11ª posição. Em 2015 foi vice-campeão da Copa do Mundo de 2015, vencendo 10 das 11 partidas disputadas e conquistou o terceiro lugar no Campeonato Europeu. Em 2016, em sua primeira participação olímpica, o ponteiro conquistou a medalha de prata após perder a final para a seleção brasileira por 3 sets a 0 nos Jogos Olímpicos do Rio. Em 2017 foi vice-campeão da Copa dos Campeões.
Em 2021, após não ser convocado para integrar a delegação italiana para os Jogos Olímpicos, Lanza anunciou sua aposentadoria da seleção.

## Títulos
Trentino Volley
- Campeonato Mundial de Clubes: 2011, 2012

- Campeonato Italiano: 2012–13, 2014–15

- Copa da Itália: 2011–12, 2012–13

- Supercopa Italiana: 2011, 2013

Sir Safety Conad Perugia
- Copa da Itália: 2018–19
- Supercopa Italiana: 2019

## Clubes
| Anos      | Clube                    |
| --------- | ------------------------ |
| 2011–2018 | Diatec Trentino          |
| 2018–2020 | Sir Safety Conad Perugia |
| 2020–2021 | Vero Volley Monza        |
| 2021–2021 | Chaumont Volley-Ball 52  |
| 2021–2021 | Top Volley Cisterna      |
| 2021–2021 | Shanghai Golden Age      |
| 2022–2023 | PGE Skra Bełchatów       |
| 2023–     | Gioiella Prisma Taranto  |

## Prêmios individuais
- 2013: Copa dos Campeões – Melhor ponteiro